# Thomas Dundas (gouverneur de la Guadeloupe)
Pour les articles homonymes, voir Thomas Dundas et Dundas.
Thomas Dundas (30 juin 1750 – Basse-Terre, 3 juin 1794), fut un général de brigade britannique, très temporairement gouverneur de la Guadeloupe.
Le 11 avril 1794, il débarque en Guadeloupe avec ses troupes à l'appel des planteurs français et force le gouverneur français Victor Collot à capituler. Mais il décède très rapidement de la fièvre jaune.

## Biographie
Fils de Thomas Dundas de Fingask (en), Thomas Dundas a été instruit à l'Édimbourg High School et est entré dans l'armée en 1766, nommé Major du 65e régiment à Pied (2nd Yorkshire, North Riding).
En 1771, il a été élu député (MP) des comtés de Stewartry, Orkney et Shetland conservant le siège jusqu'en 1780.
Les 5-7 janvier 1781, il prit part à la guerre d'indépendance américaine en tant que lieutenant-colonel du 80e régiment à Pied (Staffordshire Volunteers), servant sous les ordres du général Benedict Arnold dans le raid contre Richmond (Virginie). Sous les généraux Arnold & William Phillips, il fut présent le 18 avril à la capture de Williamsburg, le 25 avril à Blandford, le 27 à l'attaque sur le quai d'Osborne, et le 30 à Manchester, puis il passa sous le commandement du marquis Charles Cornwallis. Le 6 juillet 1781, il commanda l'aile gauche à la Bataille de Greenspring Farm. Du 6 au 20 octobre, lui et le général Banastre Tarleton ont été encerclés par le marquis de Choisy à Gloucester Courthouse pendant la bataille de Yorktown. Désigné en tant qu'un des commissaires devant réaliser la capitulation, il a été fait prisonnier de guerre après la chute de Yorktown. Après son rapatriement, il a été promu colonel le 20 novembre 1782 et nommé au conseil d'administration de la commission pour l’examen les demandes d'indemnisation de ceux qui «... étant resté fidèle à la mère patrie, avait souffert dans leurs droits, propriétés et profession ».
Le 9 janvier 1784, Dundas a épousé Lady "Elizabeth Eleanora Home" (d. 1837), fille d'Alexandre (9e comte de HOME).
En 1793, il a été brièvement Lieutenant-gouverneur de Guernesey. Puis le 12 octobre 1793, après le déclenchement des guerres de la Révolution française, il fut promu major-général. En 1794, il sert aux Antilles à la Barbade en tant que commandant de la 2e Brigade sous Charles Grey. En février, il a servi lors de la seconde invasion de la Martinique et le 12 avril, au débarquement lors de l'invasion de la Guadeloupe, il commandait les forces militaires sous l'autorité de l'amiral John Jervis et a capturé la Grand-Terre. Le 20 avril, après avoir accepté la reddition française, il a été nommé gouverneur de la Guadeloupe et proscrit tous ceux qui n’acceptent pas l’occupation anglaise. Il meurt le 3 juin de la fièvre jaune et a été enterré dans le bastion principal du Fort Royal.
Le 10 décembre, après la reprise de l'île par les Français, leur chef Victor Hugues a publié une déclaration : "Que le corps de Thomas Dundas, enterré en Guadeloupe, soit déterré et donné en proie aux charognards. Cet affront a suscité une grande indignation en Angleterre et a incité à l'édification d'un mémorial en son honneur à la cathédrale Saint-Paul de Londres.